# Време зла (ТВ серија)
Време зла српска је драмска телевизијска серија чији је творац Горан Шушљик. Представља адаптацију романа Време зла Добрице Ћосића и наставак серије Корени.
Серија је претпремијерно приказана на 27. издању Сарајево филм фестивала. Серија је премијерно емитована током јесени 2021. године на каналу Нова.
Током 2022. године се премијерно емитовала на каналу РТС 1.

## Радња
Радња „Времена зла” се одиграва између два светска рата и на самом почетку Другог светског рата.
Главни ток радње серије је базиран на роману „Верник”, а кроз реминисценције се бави догађајима у романима који су му у трилогији претходили („Отпадник” и „Грешник”).
У средишту приче и главни јунаци су породице Катић (Вукашин, Милена, Иван), Богдан Драговић, Богданов и Миленин син Владимир Драговић, Мишко, Нађа и Бора Луковић те Петар Бајевић.
Породицу Катић затичемо у освит Другог светског рата у Београду.
Богдан Драговић враћа се из емиграције, покушава да успостави везе са Комунистичком партијом из које је избачен као троцкиста, као и са сином Владимиром.
Његова остављена жена Милена ступа у емотивну везу са Петром Бајевићем, агентом Коминтерне и Богдановим ратним другом. 
Владимир, Миленин и Богданов син, сада и сам члан КП из идеолошких разлога се окреће против оца.
Миленини отац и брат Вукашин и Иван Катић су слика грађанске Југославије, која не успева да се одупре надолазећим околностима.
Почетак је Другог светског рата. 
Милена са братом Иваном одлази у Прерово, Владимир у партизане, Петар и Богдан истовремено завршавају у Гестапоу. 
Вукашин страда у Бањичком логору, Ивана Катића убијају Немци, Богдану главе долазе партизани, а свој живот у Гестапоу трагично завршава Петар.
Сломљена и сама, Милена остаје код рођака Адама у Прерову, без вести о сину, без наде да ће икада ишта бити исто.

## Улоге
| Глумац                 | Улога                          |
| ---------------------- | ------------------------------ |
| Нада Шаргин            | Милена Катић                   |
| Горан Шушљик           | Петар Бајевић "Ракитин"        |
| Горан Богдан           | Богдан Драговић "Андрејев"     |
| Жарко Лаушевић         | Вукашин Катић                  |
| Радован Вујовић        | Иван Катић                     |
| Андреј Шепетковски     | Адам Катић                     |
| Јована Балашевић       | Вера Катић                     |
| Небојша Дугалић        | Бора Луковић "Пуб"             |
| Исидора Симијоновић    | Нађа Луковић                   |
| Наташа Нинковић        | Душанка Луковић                |
| Павле Менсур           | Милош Луковић "Мишко Пуб"      |
| Павле Чемерикић        | Владимир Драговић              |
| Раде Марјановић        | Урош Ђурић                     |
| Бојан Жировић          | Ђура Вишњић Јаки               |
| Сања Марковић          | Зора                           |
| Миодраг Кривокапић     | Милун                          |
| Јасмина Аврамовић      | Цана                           |
| Весна Чипчић           | Катарина Недељковић            |
| Калина Ковачевић       | Даница                         |
| Ирфан Менсур           | Најдан Тошић                   |
| Радоје Чупић           | Гојко Тврдишић                 |
| Вуле Марковић          | Франц Редер                    |
| Светозар Цветковић     | пуковник Грас                  |
| Данило Лончаревић      | Младен Делић                   |
| Борис Исаковић         | Светозар Вујковић              |
| Сергеј Трифуновић      | кнез Павле Карађорђевић        |
| Горан Радаковић        | Драгиша Васић                  |
| Воја Брајовић          | Слободан Јовановић             |
| Саша Торлаковић        | Милан Недић                    |
| Соња Колачарић         | Моник Дибоск                   |
| Данијел Сич            | Мирко Чекић                    |
| Милан Марић            | Зигмас Ангаретис               |
| Душко Радовић          | Душан Симовић                  |
| Петар Зекавица         | Сивицки                        |
| Татјана Венчеловски    | Јагода                         |
| Синиша Максимовић      | Вукоје                         |
| Урош Јовчић            | Добрица Ћосић                  |
| Драгиња Вогањац        | гђа Рупер                      |
| Мина Обрадовић         | Рахела                         |
| Маја Чампар            | Катрин                         |
| Сузана Јанковић        | Комшиница Вера, млада скојевка |
| Ненад Маричић          | новинар                        |
| Слободан Бештић        | официр Фајфер                  |
| Драган Божа Марјановић | Незир                          |
| Бранислав Јерковић     | Рудолф                         |
| Драгана Варагић        | Правда Ристић Јовановић        |
| Елизабета Ђоревска     | Стака                          |
| Марија Бергам          | кнегиња Олга                   |
| Милош Ђуровић          | Љубиша Дачић                   |
| Јована Гавриловић      | Савка                          |
| Мира Јањетовић         | Милица болничарка              |
| Никола Кнежевић        | немачки поручник               |
| Верољуб Јефтић         | Четник                         |
| Ђорђе Кадијевић        | Душан Катић                    |
| Радомир Николић        | мајор Јингер                   |
| Златија Ивановић       | Наталија Дујмовић              |
| Јелена Гавриловић      | певачица Пола                  |
| Стефан Вукић           | Жића                           |
| Дијана Марковић        | Рајна                          |
| Иван Перковић          | капетан Мајер                  |
| Никола Станковић       | Рајко Бањац                    |
| Игор Филиповић         | зубар                          |
| Доминик Чичак          | преводилац                     |
| Огњен Штековић         | мали Мишко Луковић             |
| Марко Ђокић            | мали Владимир Драговић         |
| Јелена Пузић           | млада партизанка               |
| Драган Секулић         | Слободан Пенезић Крцун         |
| Бранка Шелић           | Савка                          |
| Арно Хамберт           | др Париз                       |
| Срђан Милетић          | радио водитељ                  |
| Mина Ненадовић         | Вера                           |
| Слободан Тешић         | Петров возач                   |
| Павле Орлић            | Драган Луковић                 |
| Матија Ристић          | Мићун                          |
| Вукашин Карановић      | Владимир                       |
| Андрија Бошковић       | Растко Катић                   |
| Сташа Николић          | млада Милена                   |
| Алекса Марковић        | млади Богдан                   |
| Милош Мацура           | млади Петар                    |
| Борис Обренов          | млади Иван                     |
| Јаков Марјановић       | Дуле                           |
| Предраг Павловић       | Пејић                          |
| Стефан Кресовић        | жандар из Ваљева               |
| Момчило Мурић          | човек са балоном воде          |
| Јована Стевић          | Милица                         |
| Драгољуб Пејчев        | први сељак                     |
| Маја Колунџија         | служавка гђе Рупер             |
| Филип Станковски       | Љубиша атентатор               |
| Јана Здравковић        | Драгица                        |
| Никола Пенезић         | полицајац у цивилу             |
| Исидора Живановић      | мала Нађа                      |
| Никола Васиљевић       | жандарм из воза                |
| Јанко Магловски        | жандарм који хапси Владимира   |
| Вук Вујић              | дечак на љуљашци               |
| Милан Милошевић        | први жандарм Гестапо           |
| Саша Станковић         | други жандарм Гестапо          |
| Слободан Љубичић       | први жандарм                   |
| Ненад Добријевић       | жандарм из владе               |
| Урош Тодоровић         | жандарм из кукуруза            |
| Дарко Јовановић        | жандарм на мотору              |
| Владимир Максимовић    | жандарм испред Главњаче        |
| Владимир Стојковић     | немачки војник Гестапо         |
| Саша Радојковић        | немачки војник                 |
| Александар Милеуснић   | немачки официр                 |
| Милош Георгијев        | први немачки војник            |
| Жељко Нађ              | први војник                    |
| Алекса Грујичић        | други војник                   |
| Никола Милановић       | мајор ађутант                  |
| Дејан Гвозденовић      | официр Лукић                   |
| Антонела Васић         | Шана                           |
| Милица Буразер         | Смиља                          |
| Јелена Симић           | Милица                         |
| Анастасија Стошић      | Цица                           |
| Магди ел Асраг         | девојка из ћелије              |
| Тара Милутиновић       | Деса                           |
| Наталија Жугић         | Драгица                        |
| Ненад Станисављевић    | Душко                          |
| Александар Стевановић  | први рањеник                   |
| Петар Миљуш            | други рањеник                  |
| Милан Стаменковић      | трећи рањеник                  |
| Марко Радојевић        | четврти рањеник                |
| Александар Алексић     | доктор Медико                  |
| Страхиња Бичанин       | комесар Раде                   |
| Срђан Христов          | комесар Чеда                   |
| Стефан М. Младеновић   | доктор Дејан                   |
| Дивна Марић            | жена у монашкој ризи           |
| Ана Дојчиновић         | жена из купеа                  |

## Епизоде
| Бр. у серији | Бр. у сезони | Назив          | Редитељ       | Сценариста              | Пpемијерно емитовање |
| --- | ------------ | -------------- | ------------- | ----------------------- | -------------------- |
| 1 | 1            | „Епизода 1.1”  | Иван Живковић | Сања Савић Милосављевић | 25. октобар 2021.    |
| Година је 1934. Богдан Драговић излази из затвора. Дочекује га свечани ручак у кући његовог таста Вукашина Катића. Његова жена Милена радује се поновном успостављању породичних односа, након петогодишње робије због комунистичког опредељења. На свечани ручак долази Богданов пријатељ из Првог светског рата и агент Коминтерне Петар Бајевић и говори Богдану да по партијском задатку мора да иде у Париз. Пет година касније, Милена је у емотивној вези са Петром, Богдан се враћа у Београд из политичке емиграције у освит Другог светског рата, а Владимир, Миленин и Богданов син, заједно са девојком Зором и пријатељима са факултетима, међу којима је и Борин син Мишко одлази на комунистичке студентске протесте против власти. Владимира хапсе. Милена тражи помоћ од Боре Пуба, помоћника министра и старог пријатеља. Он јој обезбеђује да Владимира пусте из затвора, али тражи од Милене да се врати Богдану којег је у међувремену напустила. Петар помаже Нађи да се спасе на протестима, али изненада по задатку мора да путује у Истанбул. Договара се са Миленом да се тамо нађу. Милена се двоуми да ли да иде, што због Богдановог повратка, што због Владимировог хапшења. Петар долази у Истанбул, ступа у контакт са совјетском везом, али га нападају три непозната човека. |              |                |               |                         |                      |
| 2 | 2            | „Епизода 1.2”  | Иван Живковић | Сања Савић Милосављевић | 26. октобар 2021.    |
| Богдана спроводе из воза у затвор Главњачу, где га испитује Светозар Вујковић, инспектор који га је неколико година раније ислеђивао. Вујковић, притиснут наређењем из министарства тј. на Борину иницијативу, не сме да прибегава мучењу Богдана, али смишља да га суочи са сином Владимиром, који је презрео оца због Богдановог неслагања са Стаљиновим принципима. Понижен и сломљен након Владимировог одбацивања у полицији, Богдан одлази у Ваљево да ради у очевој воскарској радионици. Петар успева да се придигне после напада и одлази код помагача Незира. Разочаран због Милениног недоласка, одлучује да се врати у Београд. Богдан долази у Ваљево, сестра и зет који живе у породичној кући га одбацују, као и Мирко Чекић, стари пријатељ из КП. Владимира пуштају из затвора, али нико му не верује да није пуштен без интервенције. Петар долази код Ивана, где му овај саопштава да Милена више не жели да га види. Милена и Петар се гледају кроз њен прозор, он ипак одлази. |              |                |               |                         |                      |
| 3 | 3            | „Епизода 1.3”  | Иван Живковић | Сања Савић Милосављевић | 27. октобар 2021.    |
| Милена одбија да комуницира са Петром, због чега се он пропија и жали пријатељу, пуковнику Ђурићу. Богдан се у флешбековима сећа свог боравка у Москви - ислеђивања пред комисијом Коминтерне у чијем саставу је био његов бивши друг Ђура Вишњић. У низу флешбекова сазнајемо да је он под притиском издао пријатеље. Владимир оставља Зору. Богдан одлучује да напише своје мишљење о стању о Совјетском Савезу под Стаљином. Иван долази у Ваљево и одбија да му помогне да тај рукопис објави, али му помаже Бора Пуб, који га штампа. Нађа се код професора шпанског тајно састаје са немачким инжењером Францом Редером. Од Боре и Душанке крије да не учи шпански, него немачки језик. Богдан, одбачен од сестре, зета и партије одлази код ујака Милуна у село Славковицу надомак Ваљева. Милена, бесна на Богдана због објављивања рукописа и тога како ће се одразити на Владимирову судбину, одлази са Петром на Тару у викендицу пуковника Ђурића. |              |                |               |                         |                      |
| 4 | 4            | „Епизода 1.4”  | Иван Живковић | Сања Савић Милосављевић | 28. октобар 2021.    |
| Милена и Петар се враћају са Таре у Београд. Владимир, након разлаза са Зором, мења жене које налази на улици. Двоуми се да ли да оде код Богдана у Ваљево, али га увек у томе спречи нешто. Петар схвата да му је проваљена веза за спровођење задатка у Бугарској. Покушава да ангажује Ивана да обави тај задатак. Схвативши да га прате немачки агенти, долази код шифранткиње Рахеле. Владимир посећује Милену и Вукашина који му даје новац. Иван се свађа са Вером због њене афере са доктором који јој лечи мајку. Сетивши се афере са младом Францускињом Катрин у Паризу, одлучи се да прихвати Петрову понуду. Петар добија налог из Москве да ликвидира Богдана. Милена примећује да се са њим нешто догађа. Он покушава да пролонгира то убиство, али га притискају. Ангажује свог агента да му нађе неког ко би био погодан за Богданову ликвидацију. На састанак долази Мишко. Схвативши да је то Борин син, Петар одустаје од поверавања тог задатка Мишку. Немци стежу обруч око Југославије. Милена и Петар још једном одлазе на Тару, сада по снегу. |              |                |               |                         |                      |
| 5 | 5            | „Епизода 1.5”  | Иван Живковић | Сања Савић Милосављевић | 1. новембар 2021.    |
| Захваљујући Петровој наредби, омладинци КП скидају бојкот са Владимира. Милена и Петар покушавају да спасу своју љубавну везу у брвнари на Тари, али се враћају у Београд потпуно сломљени, након што јој Петар прећути за задатак да ликвидира Богдана. Мишко улази у вези са Савком. Зора говори Владимиру за скидање бојкота, али он попушта да се врати тек на Мишков наговор. Кнез Павле позива Вукашина на разговор у вези са политичком ситуацијом, ултиматумом Немачке и притисцима Британије и Француске. Полиција хапси комунисте, међу њима и Мишкову Савку. Он се разболева. Након што сазнаје да је цинкарила другове у полицији, Мишко оставља Савку. Милун и Богдан из новина сазнају за пакт кнеза Павла са Немачком. У шуми, непознати нападачи рањавају Богдана. |              |                |               |                         |                      |
| 6 | 6            | „Епизода 1.6”  | Иван Живковић | Сања Савић Милосављевић | 2. новембар 2021.    |
| Од Слободана Јовановића, као професора Правног факултета траже да се изјасни у погледу потписивања пакта са Немачком. Богданово стање након рањавања је критично. У бунилу, он се сећа када су га за време боравка у Паризу избацили из чланства Комунистичке партије и када га је спасила Францускиња Моник Дибоск с којом се упустио у аферу. Бора је бесан на Мишка зато што сматра да је КП крива за атентат на Богдана. Генерал Симовић позива Слободана Јовановића даа буде министар у влади након што свргну Намесништво. Вукашин и Иван говоре Владимиру за напад на Богдана. У Београду почињу демонстрације 27. марта. Вукашин, Милена, Иван и Петар присуствују општем народном одушевљењу због свргавања кнеза Павла. |              |                |               |                         |                      |
| 7 | 7            | „Епизода 1.7”  | Иван Живковић | Сања Савић Милосављевић | 3. новембар 2021.    |
| Најдан Тошић долази код Катића да се помири са Катарином и да њу, Веру и децу одведе у своју вилу на Дедиње након што је преко својих веза сазнао да ће Немци напасти Београд. Иван одбија да иде и разилази се са Вером. Мишко Владимира обавештава за потписивање уговора између Југославије и СССР-а. Владимир покушава да испише транспарент за нови протест који спремају, али не успева. На путу ка месту састанка сусреће Зору. Прекида их почетак бомбардовања у којем Зора бива погођена. Милена се спрема да крене у Ваљево, кад је сирене прекидају. Вукашина бомбардовање затиче у кревету. Сви заједно беже у подрум. У подруму проводе два удара бомби, а потом Милена одлази да тражи Владимира у граду. Након напада, Иван одлази да спасава рањенике. Милена лута по граду. Вукашина у кући посећује прерушени Слободан Јовановић који га позива да крене са њим и владом у унутрашњост. Вукашин то одбија, сматрајући то кукавичлуком. |              |                |               |                         |                      |
| 8 | 8            | „Епизода 1.8”  | Иван Живковић | Сања Савић Милосављевић | 4. новембар 2021.    |
| Милена се двоуми да ли да крене у Ваљево али ипак одлази. Скупља снагу за сусрет са Богданом али он је тера од себе. Народ пљачка болницу у којој лежи Богдан. Милена покушава да сачува болничке ствари од руље. Немачке трупе улазе у Београд. Сви навлаче капке и одлазе у склониште. Душанка се свађа са Нађом, која једина не може да сакрије одушевљење доласку Немаца. Иван поново пише, сада о окупацији. Код Луковића долази служавка госпође Рупер и позива Нађу, што од укућана једино примети Душанка. Нађа се одазива позиву и почиње аферу, са сада немачким официром, Францом Редером. Петар посећује Ивана, Иван му преноси да Милена не жели више да га види. Милун вози Богдана у Славковицу на опоравак. У флешбековима видимо Милену и Богдана у хотелу у Бечу, његово одбијање и сцену у којој Милена говори малом Владимиру да га воли. Паралелно са овим током, пратимо и наставак Богдановог боравка у Руану са Моник Дибоск. |              |                |               |                         |                      |
| 9 | 9            | „Епизода 1.9”  | Иван Живковић | Сања Савић Милосављевић | 8. новембар 2021.    |
| У флешбеку пратимо Богданов и Моникин последњи разговор и његов повратак за Југославију. Нађа наставља романсу са Францом иако је оговарају по комшилуку. Поверава се Милени, која је саветује да остави Франца, на шта јој ова одбија послушност. Петар се крије испод Авале у кући са Рахелом. Немци нападају Русију. Милун то саопштава Богдану који се полако опоравља. Душанка саветује Милену и Ивана да иду у Прерово и они је послушају и одлазе код њиховог рођака Адама. Нађа се по први пут не одазива на Францов позив и изостаје са њиховог састанка. Искористивши то што Нађа почиње да осећа кривицу због везе са Немцем, Петар то користи и врбује је за посао - да преноси поруке док је код гђе Рупер са Францом. Богдан се сећа Миленине посете. Одлучује да из Славковице оде у Београд прерушен у сељачко одело. Богдан лута по Београду, али одлази код Луковића. |              |                |               |                         |                      |
| 10 | 10           | „Епизода 1.10” | Иван Живковић | Сања Савић Милосављевић | 9. новембар 2021.    |
| Владимир долази код Вукашина који је остао сам у кући у Београду и саопштава му да иде у партизански одред у шуму да се бори. Потрчивши за њим, Вукашин се саплиће и пада испред куће. Драгишу Васића понижавају два партизанска момка, на шта он изреволтиран одлази у четнички одред. Милена у Прерову чита о стрељањима комуниста и одлучује да оде у Београд. На уласку у воз, среће жену која предвиђа несрећу. Немци упадају у воз, али се Милена спасава. У Београду долази код Боре и Душанке. Остаје насамо са Нађом где јој Нађа признаје да ради за Петра. Милена долази код Вукашина и он жели да вечерају као да се ништа није догодило. Милена и Вукашин се растају. Милена у повратку возом за Ваљево среће Владимировог пријатеља Младена Делића. Уплашен од Немаца, он је моли да му помогне - да даље пренесе поруку коју носи. Након експлозије у возу, путници у збегу јуре низ поље. Милена и Младен се поново налазе и воде љубав. Недуго затим, Младен покушава да побегне, али га убијају. |              |                |               |                         |                      |
| 11 | 11           | „Епизода 1.11” | Иван Живковић | Сања Савић Милосављевић | 10. новембар 2021.   |
| Драгиша Васић лута по Београду и долази код Вукашина. Обојица су свесни да се виде последњи пут, за ручком ћаскају о погинулим пријатељима, а након ручка се заувек разилазе. Бора се поверава Богдану да га је Недић звао у окупациону владу и Богдан га оштро осуђује. Петар примећује да Нађа први пут касни на уговорени састанак. У граду среће Богдана и заједно иду према Авали где је Петрово склониште. Он признаје Богдану да су његови људи пуцали у њега. Немци откривају Петрово склониште, упадају у кућу и хапсе Петра и Богдана, а Рахелу убијају. Бора Пуб се свађа са Душанком због Надеждиног понашања јер је чуо гласине да је у вези са Немцем и приче да је немачка курва. Претура Надеждину собу и проналази српско - немачки речник. Надежда долази код Франца, она се понаша уобичајено, али он није више пажљив као раније. Након грубог секса, саопштава јој да су схватили да она преноси поруке. Хапси је и спроводи у Гестапо. Бора је ноћу чека да се врати. |              |                |               |                         |                      |
| 12 | 12           | „Епизода 1.12” | Иван Живковић | Сања Савић Милосављевић | 11. новембар 2021.   |
| Бора Пуб долази код Милана Недића, који му прича да га је по храбрости запамтио још у 1 светском рату. Бора му, ипак, говори да није спреман да прихвати његов позив у владу. Бора се враћа кући где затиче Немце како претурају и Душанку која му говори да је Нађа ухапшена. Гестапо наставља да ислеђује Богдана, он поново одбија да призна ко је Стојан Јакшић (Петар). Доводе га у ћелију са комунистима, а затим га поново саслушавају. Петра доводе у канцеларију са мапом Совјетског Савеза и траже му да ода њихове војне намере. Иследник му говори све детаље које је и преко кога успео да сазна о Петру. Петар одбија сарадњу са њима и почињу да га муче; прво физички, а потом доводе сведоке. Последњу доводе Нађу коју, такође, муче пред њим. Нађа се жали да није могла да издржи њихово мучење. Петар губи свест у више наврата и има сновиђења; сећа се свог и Милениног упознавања и заједничког боловања тифуса у ваљевској болници. Бора се и даље нада Нађином повратку, Душанка га наговара да моли Недића за помоћ. У флешбековима видимо сцене Милениног и Петровог дружења из Беча три године раније. |              |                |               |                         |                      |
| 13 | 13           | „Епизода 1.13” | Иван Живковић | Сања Савић Милосављевић | 15. новембар 2021.   |
| Душанка моли Бору да поново зове Недића да моли за помоћ да ослободе Нађу. Бора долази у специјалну полицију да се распита за њу али не сазнаје ништа. Нађу у ћебету доносе у женску ћелију у затвору. Затворенице се деле на ове што је осуђују и оне које је оправдавају. Све их касније одводе на стрељање. Бора одлази код Недића и моли га за помоћ. Недићу телефоном говоре да је Нађа стрељана и он то саопштава Бори. Богдан долази на ислеђивање код Вујковића. Вујковић му говори да је Нађа стрељана и да га је Милена варала са Петром. Борњ слуђен лута, наилази на немачке војнике, не послуша њихово наређење да се заустави и убијају га. Богдану говоре да ће га пребацити код Петра и њих двојица се суочавају у затвору. Петар га моли за разговор, али Богдан то одбија. Петар тражи да га разапну, а Богдана пуштају из Гестапоа. У флешбековима видимо Богданов боравак у Москви, сцену у којој Света Ракић долази код њега да тражи помоћ, али он га одбија. Поклања му капут, али се Ракић недуго потом убија. Богдан сања себе у том капуту. |              |                |               |                         |                      |
| 14 | 14           | „Епизода 1.14” | Иван Живковић | Сања Савић Милосављевић | 16. новембар 2021.   |
| Служавка Цана долази код Милене у Прерово, говори јој да је Вукашин ухапшен а Бора и Нађа убијени. Милена одлази у Београд код Душанке, али не успева ни мало да је утеши па се враћа у Прерово. Милени Немци доносе писмо да је Петар убијен. Иван од партизана у околини Прерова тражи да га приме у свој одред, пише Милени писмо са разлозима свог одласка. Иван одлази у одред, тамо му Јаки говори да је Богдан пуштен из Гестапоа, те да Ивана неће примити у одред. Партизани на челу са Мирком Чекићем хапсе Богдана и одводе га од ујака Милуна. Богдана воде везаног кроз село. У партизанском одреду се поново среће са Јаким који му говори да је Моник Дибоск агент француске полиције. Богдана муче пред стрељање. Мишко долази у одред са задатком да учествује у Богдановој ликвидацији. Иван прича са Миленом о Вери, како је чуо да се Најденова вила на Дедињу претворила у куплерај. У флешбековима видимо Верино и Иваново упознавање у младости. Њихов однос је потпуно другачији од онога у шта се претворио касније. |              |                |               |                         |                      |
| 15 | 15           | „Епизода 1.15” | Иван Живковић | Сања Савић Милосављевић | 17. новембар 2021.   |
| Богдана муче партизани пре стрељања; он покушава да се убије али безуспешно. Одводе га на стрељање и ту препознаје Мишка. Владимир је рањен, Мишко га преузима из кола са рањеницима и носи ка селу и прича му да је Богдан убијен. Оставља га у селу, где болничарка почиње да га негује. Први пут у животу се представља као Катић. У флешбековима чујемо Богданово опроштајно писмо Владимиру (за време Владимировог рањавања). Мишко треба да пренесе товаре сребра. Уз велике губитке у људству успева да се пробије до чете. Владимир лежи у болници у којој влада општа паника због приближавања Немаца. Сви рањеници одбијају помоћ при повлачењу. Мишко долази по Владимира из болнице, док га преостали другови оптужују да их је издао зато што се сам спасао. Мишко и Владимир беже у планину где се скривају да преживе немачку одмазду уз помоћ једне жене. У Прерову четници батинају Росу. Милена и Иван одлучују да оду из Прерова. Милена сазнаје да је Богдан стрељан. Сећа се њиховог боловања у ваљевској болници. Ивана убијају у кући, а Милена одлази у збег с народом у планину... |              |                |               |                         |                      |

## Занимљивости
СББ је омогућио путем своје платформе ЕОН гледање свих епизода серије одједном пре телевизијског емитовања за одређену новчану надокнаду.
Серија је емитована и на РТС 1 након што је телевизија купила пакет серија од компаније Јунајтед медија, у ком су се још налазиле серије Викенд са ћалетом и Кљун.